# Lepidozia inaequalis
Lepidozia inaequalis là một loài Rêu trong họ Lepidoziaceae. Loài này được Lehm. & Lindenb. mô tả khoa học đầu tiên..